# S-24ロケット弾

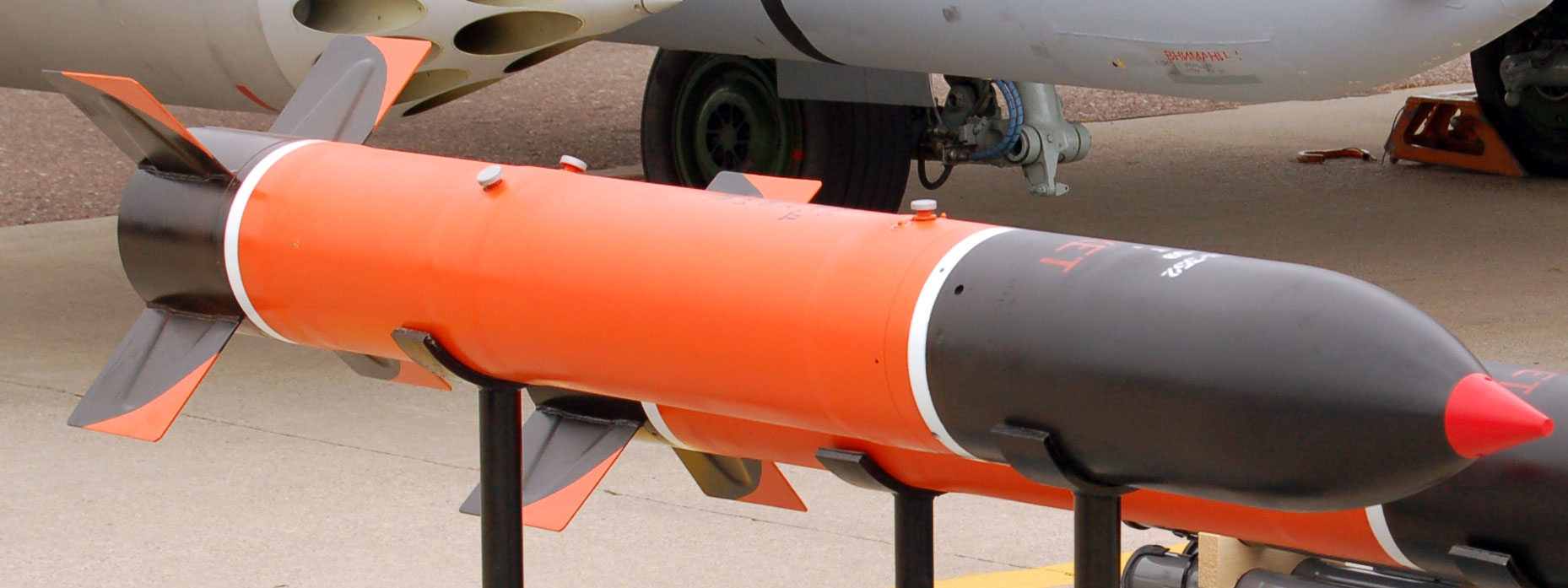
S-24ロケット弾

S-24ロケット弾は、ソビエト連邦のモスクワ熱技術研究所によって開発され、ソ連空軍が使用した直径240mmの航空機用無誘導ロケット弾である。1960年より量産され、現在はロシア空軍などで使用されている。形式名の24は、ロケット弾の直径に由来する。

## 概要
ソビエト連邦は、1930年代からロケット弾の使用に熱心であった。S-24は、第二次世界大戦中にソビエト連邦が使用していたBETAB-750DS ロケット弾の後継機種の1つで、大きく・破壊力のある無誘導ロケット弾である。
S-24Bは、全長2.33m、重量235kg。123kgの破片効果榴弾弾頭を持つ。射程は2-3km。S-24Bは、航空機に搭載される際、ポッドに格納されるのではなく、そのままパイロンに吊るされる。
このロケット弾は、イラクにおいても「Shafaq」の名でライセンス生産されている。

## 派生型
S-24
初期型。
S-24B
フレーム省略型。

## ロケット諸元
- 直径：240mm
- 全長：2,330mm
- 翼幅：600mm
- 重量：235kg
- 弾頭：榴弾・破片効果榴弾・焼夷弾
- 弾頭重量：123kg
- 飛行速度：430m/秒
- 射程：2,000m

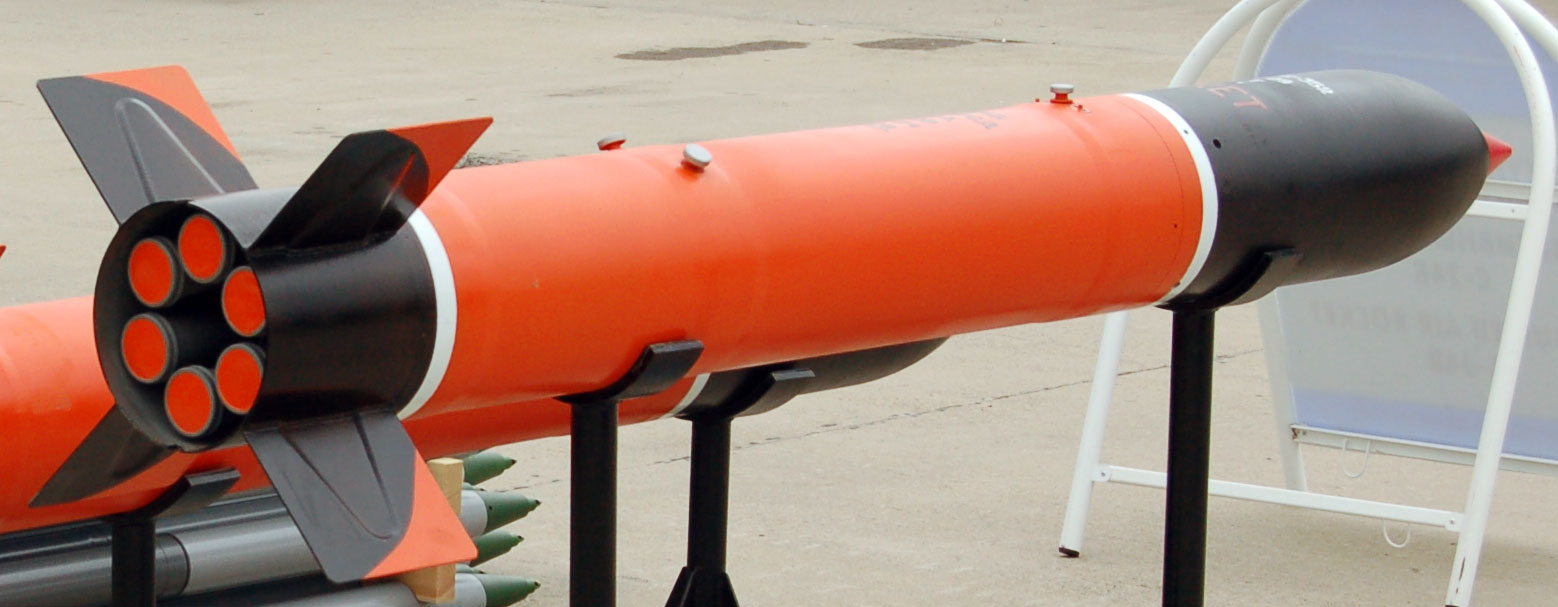
S-24ロケット弾（背面）

- 命中精度：レンジの0.3-0.4パーセント[1]